# ポール・レイモンド (ミュージシャン)
ポール・レイモンド (Paul Raymond、1945年11月16日-2019年4月13日)は、イングランドのミュージシャン、キーボーディスト。
UFO、マイケル・シェンカー・グループなどで活動した。

## 生い立ち-UFO加入前
ハートフォードシャーで生まれる。
1964年、サーチャーズのトニー・ジャクソンが結成したトニー・ジャクソン＆ザ・ヴァイブレーションズに加入し、ミュージシャンとしてのキャリアを歩み始める。
その後、1967年にプラスチック・ペニーに加入。1969年、クリスティン・マクヴィーの後任としてチキン・シャックに加入し、『100 Ton Chicken』『Accept』のレコーディングに参加。翌年、サヴォイ・ブラウンに加入し、1976年まで在籍する。

## UFO加入後
1976年、ダニー・ペイロネルの後任としてマイケル・シェンカーが在籍するUFOに加入。ポールはこの後、脱退と加入を繰り返している。ポールはバンドのために曲を書いたが、契約の都合上、近年までこれらの曲でクレジットされることはなかった。
1980年、シェンカーがUFOを脱退して1979年に結成したマイケル・シェンカー・グループに加入し、『神話』のレコーディングに参加。
1983年にUFOのベーシスト、ピート・ウェイが結成したウェイステッドに加入。
2019年4月13日、心臓発作で死去(享年73)。

## 人物・私生活
左利きで、右利き用に弦を張ったギターを逆にして弾いていた（アルバート・キングや甲斐よしひろなどと同じ弾き方）。
2度結婚しており、息子のアレックス、娘のゾーイとエリカがいる。

## ディスコグラフィー

### UFO
- Lights Out（1977年）
- Obsession（1978年）
- Strangers in the Night （1979年） ※ライブ
- Misdemeanor（1985年）
- Walk on Water（1995年）

### マイケル・シェンカー・グループ
- MSG（神話）（1981年）